# 에바 노블자다
에바 노블자다(Eva Noblezada, 1996년 3월 18일 ~ )는 미국의 배우, 가수이다.

## 출연

### 영화
- 럭 - 샘 노블자다 역 (목소리)
- 이스터 선데이 - 루스 역

### 연극
- 미스 사이공
- 레 미제라블 (뮤지컬)
- 미스 사이공

## 수상
- 토니상 (후보)
- 그래미 어워드 (수상)